# August Rossbach

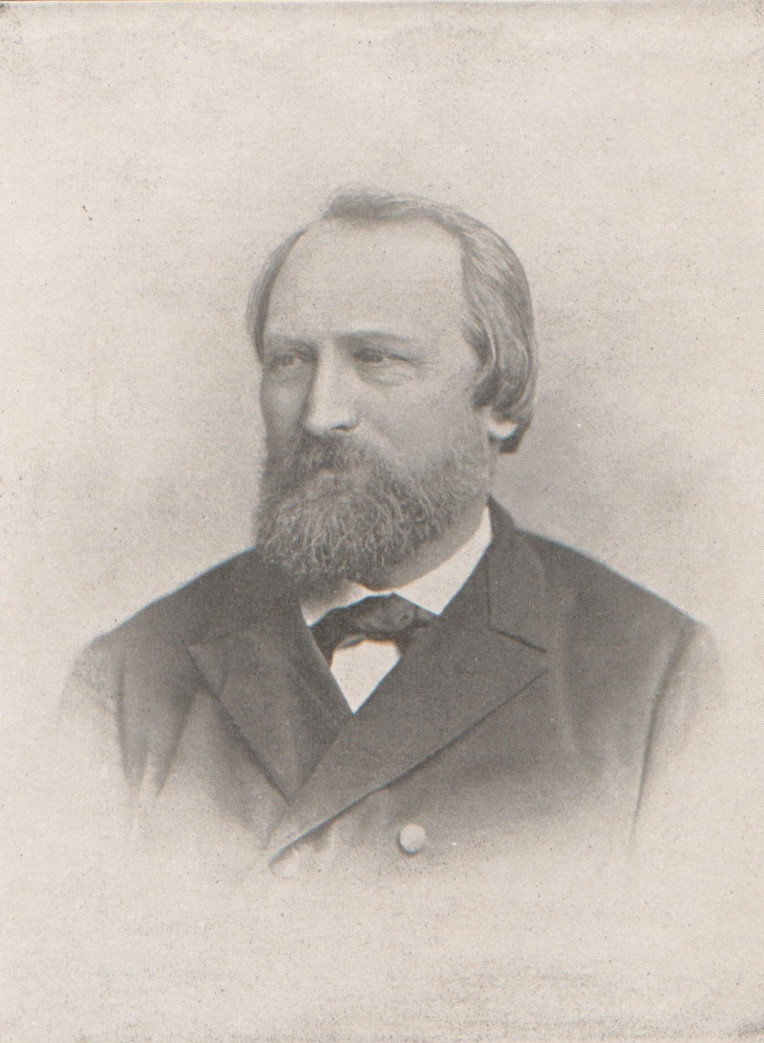
August Rossbach

August Rossbach (* 26. August 1823 in Schmalkalden, Kurfürstentum Hessen; † 23. Juli 1898 in Breslau) war ein deutscher Klassischer Philologe und Klassischer Archäologe in Breslau.

## Leben
Als Sohn des Schulinspektors und Schulrektors Johann Georg Rossbach und der Kaufmannstochter Amalie geb. Sommer erhielt Rossbach den ersten Unterricht von seinem Vater. Er besuchte die Bürgerschule und das Progymnasium unter seinem Vater und wurde 1840 auf das Domgymnasium Fulda aufgenommen. Auf die Anregung seiner Lehrer Nicolaus Bach und Friedrich Franke entschloss sich Rossbach nach der Reifeprüfung 1844, Klassische Philologie und Evangelische Theologie an der Universität Leipzig zu studieren.

### Studium in Leipzig und Marburg
In Leipzig konzentrierte sich Rossbach bald ganz auf die Philologie. Den größten Einfluss übte auf ihn Gottfried Hermann aus, der ihn im dritten Semester in seine Griechische Gesellschaft aufnahm. Außerdem hörte Rossbach Vorlesungen bei Anton Westermann und Wilhelm Adolf Becker. Nach dem Tod seines Vaters (1845) wechselte Rossbach 1846 an die Philipps-Universität Marburg, weil ihn einige Semester an einer kurhessischen Universität zur Aufnahme in den kurhessischen Staatsdienst berechtigten. In Marburg hörte er archäologische und sprachwissenschaftliche Vorlesungen bei Joseph Rubino und Johann Gildemeister. Theodor Bergk nahm ihn in die Philologische Gesellschaft auf, wo Rossbach den Studenten Rudolf Westphal kennenlernte, mit dem er fortan eng zusammenarbeitete. Beide beschäftigten sich mit Vergleichender Sprachwissenschaft und Metrik und planten gemeinsam eine Karriere an der Universität.
Am 26. Mai 1848 bestand Rossbach das Staatsexamen für das Höhere Lehramt. Kurz darauf starb seine Mutter. Rossbach hielt sich bis Ende des Jahres in Schmalkalden auf und vertiefte anschließend seine Studien in Marburg. Im Oktober 1849 wurde er Praktikant am Gymnasium zu Hanau und unterrichtete mit großem Erfolg. Da aber keine Aussicht auf eine feste Anstellung bestand, kehrte er 1850 an die Universität Marburg zurück und wohnte in Westphals Elternhaus in Obernkirchen. Am 30. April 1851 erhielt Rossbach auf eigenen Wunsch seine Entlassung aus den kurhessischen Staatsdiensten.

### Tübingen
Um einen Ansatz für ihre akademische Karriere zu finden, gingen Rossbach und Westphal 1851 mit ihrem Kommilitonen Karl Damian Achaz von Knoblauch-Hatzbach an die Eberhard Karls Universität Tübingen. Dort wurden Westphal und Rossbach kurz nacheinander im folgenden Jahr promoviert und habilitiert. Rossbachs Habilitation lag eine Schrift über Peirithoos und Theseus zugrunde. Die zugehörigen Thesen wurden in der Verteidigung, die sieben Stunden dauerte, vom Tübinger Philologie-Professor Ernst Christian Walz stark angefochten. Doch Rossbach setzte sich durch und wurde gemeinsam mit Westphal zum Privatdozenten für Klassische Philologie ernannt.
Als Tübinger Privatdozent hielt Rossbach Vorlesungen über griechische und römische Schriftsteller und ab 1854 systematische Kollegien. Gleichzeitig arbeitete er seine erste Monografie aus, Untersuchungen über die römische Ehe (Stuttgart 1853), in der er die Methoden der Vergleichenden Sprachwissenschaft anwandte und so zum Pionier der Vergleichenden Kulturwissenschaft wurde. Im folgenden Jahr (1854) veröffentlichte er eine kritische Ausgabe Catulls und den 1. Band der Griechischen Metrik, die er mit Westphal verfasste. Am 6. Februar 1855 wurde Rossbach zum a.o. Professor ernannt. Im selben Jahr veröffentlichte er eine Ausgabe von Tibulls Dichtungen.

### Breslau
Im Sommer 1856 folgte Rossbach dem Ruf der Schlesischen Friedrich-Wilhelms-Universität Breslau auf den Lehrstuhl für Philologie und Archäologie, der nach dem Tod Julius Ambroschs vakant war. Damit konnte Rossbach eine Familie unterhalten und seine Verlobte Auguste Westphal, die Schwester seines Freundes, heiraten. Am 29. September 1856 trat er die Professur in Breslau an.
Neben seiner philologischen und archäologischen Lehrtätigkeit hatte Rossbach eine der beiden Professuren für Eloquenz inne und arbeitete infolgedessen Reden und Programmschriften für die Universität aus. Er war Mitglied der wissenschaftlichen Prüfungskommission und leitete das Museum für Kunst und Altertum, das sein Vorgänger Ambrosch begründet hatte. Rossbach ordnete und vergrößerte die Sammlungen des Museums, das er zu einem Instrument der archäologischen Ausbildung seiner Studenten gestaltete. 1861, zum 50-jährigen Universitätsjubiläum, veröffentlichte er einen Katalog der Gipsabgüsse des Museums. Seine Verdienste wurden am 8. Dezember 1861 mit der Ernennung zum korrespondierenden Mitglied des Königlichen Archäologischen Instituts gewürdigt.
Seine Vorlesungen konzentrierten sich auf griechische Literatur-, Kunst- und Kulturgeschichte. Im Gegensatz zu seinem Kollegen Friedrich Haase legte Rossbach mehr Wert auf große Überblicke als auf Detailfülle. Ein früh ausgebrochenes Augenleiden hinderte ihn zudem daran, alle wissenschaftlichen Neuerscheinungen einzubeziehen. Seine Verdienste um die Stadt und Universität Breslau bleiben unbestritten. 1866/67 war er Rektor der Universität. Er gewann Wilhelm I. (Preußen) für die Gründung des Schlesischen Museums der Bildenden Kunst in Breslau. Im Winter 1869/1870 unternahm Rossbach eine Studienreise nach Italien.
Rossbach starb im 75. Lebensjahr nach langer, schwerer Krankheit. Zu seinen Schülern gehörten der Kunsthistoriker Alwin Schultz und die Archäologen und Philologen Hugo Blümner und Richard Foerster sowie sein Sohn, der Archäologe Otto Rossbach.

## Veröffentlichungen (Auswahl)
- Untersuchungen über die römische Ehe. Habel, Berlin 1853.
- (mit Rudolf Westphal): Metrik der Griechen. 2. Aufl. Teubner, Leipzig 1867/1868
- Römische Hochzeits- und Ehedenkmäler. Teubner, Leipzig 1871 (Nachdruck: Scientia, Aalen 1973, ISBN 3-511-00800-X).
- (mit Rudolf Westphal): Theorie der musischen Künste der Hellenen. 3. Aufl. Teubner, Leipzig 1885–1889 (Nachdruck: Olms, Hildesheim 1966).